# Dom-le-Mesnil
Dom-le-Mesnil ist eine französische Gemeinde mit 1.053 Einwohnern (Stand: 1. Januar 2022) im Département Ardennes in der Region Grand Est. Sie gehört zum Arrondissement Charleville-Mézières und zum Kanton Nouvion-sur-Meuse. 

## Geographie
Dom-le-Mesnil liegt etwa neun Kilometer südöstlich von Charleville-Mézières und etwa neun Kilometer westsüdwestlich von Sedan am Fluss Maas (frz. Meuse), der die Gemeinde im Norden begrenzt und in die hier der Canal des Ardennes mündet. Umgeben wird Dom-le-Mesnil von den Nachbargemeinden Nouvion-sur-Meuse im Nordwesten und Norden, Vrigne-Meuse im Norden und Nordosten, Villers-sur-Bar im Nordosten und Osten, Hannogne-Saint-Martin im Osten und Südosten, Sapogne-et-Feuchères im Süden, Boutancourt im Südwesten und Westen sowie Flize im Westen und Nordwesten.

## Bevölkerungsentwicklung
| Jahr                       | 1962 | 1968 | 1975 | 1982 | 1990 | 1999 | 2006 | 2019 |
| Einwohner                  | 1033 | 979  | 901  | 927  | 926  | 1047 | 1124 | 1083 |
| Quellen: Cassini und INSEE |      |      |      |      |      |      |      |      |

## Sehenswürdigkeiten
- Kirche Saint-Martin